# تشكيل الآب الآب
تشكيل الآب الآب، (بالإنجليزية: Alap-Alap Formation)‏. هو فريق الاستعراضات الجوية لسلاح الجو الملكي بروناي سلاح الجو الملكي بروناي.